# 热莫
热莫（法語：Gemeaux，法語發音：[ʒəmo]）是法国科多尔省的一个市镇，位于该省东北部，属于第戎区。

## 地理
热莫（47°28'40"N, 5°8'12"E）面积19.34 平方千米，位于法国勃艮第-弗朗什-孔泰大區科多尔省，该省份为法国中东部省份，北起奥布省，西接涅夫勒省和约讷省，南至索恩-卢瓦尔省，东南接汝拉省，东临上索恩省，东北部与上马恩省接壤。
与热莫接壤的市镇（或旧市镇、城区）包括：蒂耶河畔马西伊、马尔萨奈勒布瓦、蒂勒沙泰勒、谢涅、弗拉塞、吕克斯、皮尚日。

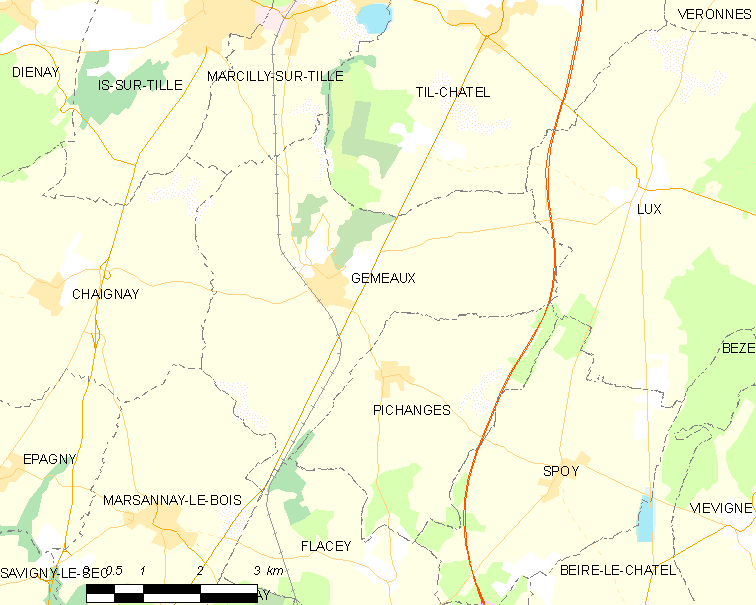
热莫的OSM定位图

热莫的时区为UTC+01:00、UTC+02:00（夏令时）。

## 行政
热莫的邮政编码为21120，INSEE市镇编码为21290。

## 政治
热莫所属的省级选区为蒂耶河畔伊斯县。

## 人口

1962-2008年间热莫人口变化图示

热莫于2022年1月1日时的人口数量为968人。